# Alexander Ver Huell

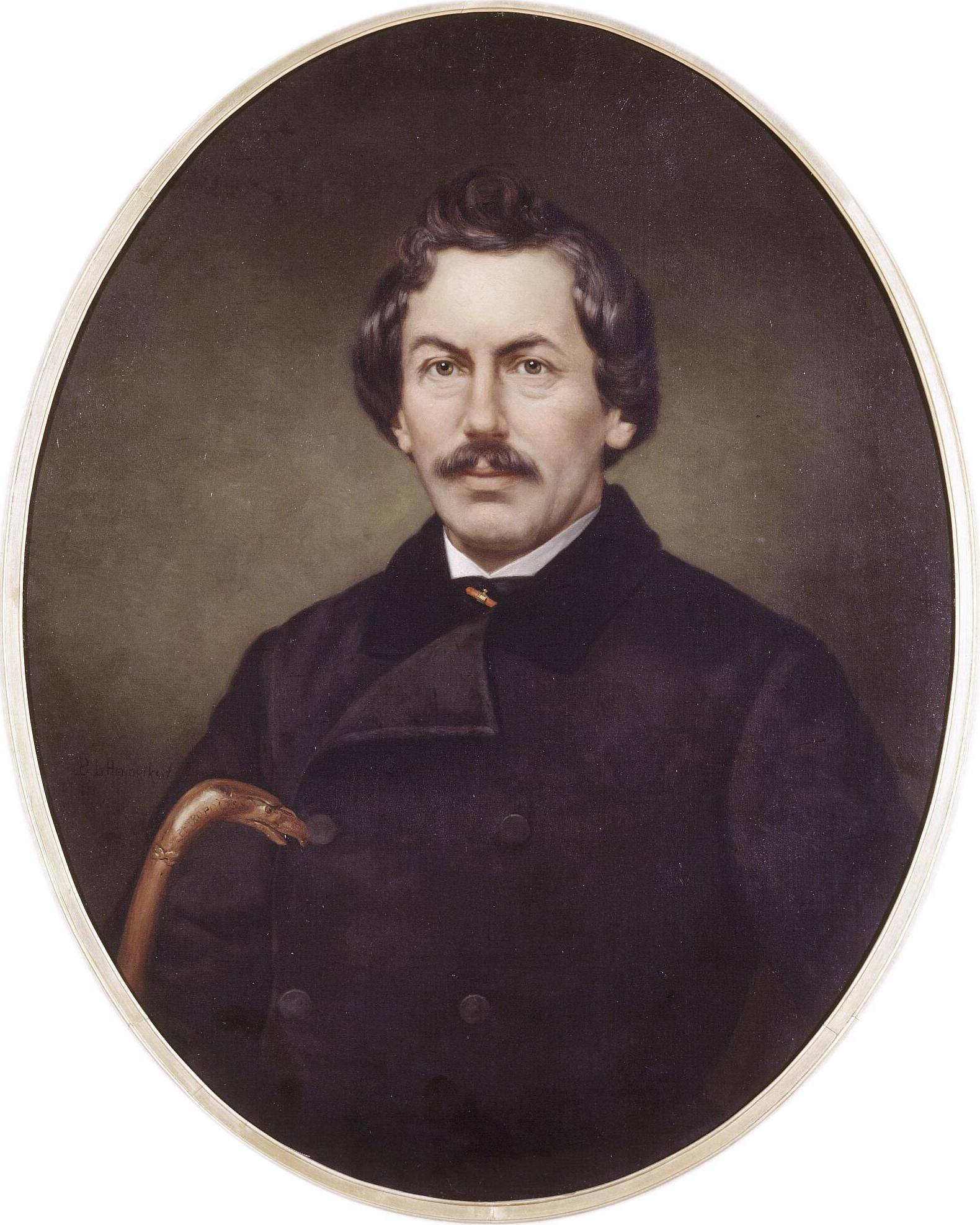
Portret van Ver Huell (1895) door B.L. Hendriks

Alexander Willem Maurits Carel Ver Huell, ook: Verhuell of VerHuell (Doesburg, 7 maart 1822 – Arnhem, 28 mei 1897) was een Nederlands tekenaar en schrijver. 

## Leven
Hij was de zoon van Quirijn Maurits Rudolph Ver Huell en jkvr. Christina Louisa Johanna Hester de Vaynes van Brakell, aquarelliste. Zijn grootvader van vaderskant was burgemeester van Doesburg, zijn grootvader van moederskant commandant van de vesting Doesburg. Terwijl hij in Rotterdam opgroeide, bracht hij de vakanties door bij zijn grootouders in Doesburg.
Hij ging in 1840 rechten studeren te Leiden en promoveerde daar op stellingen op 25 april 1848, waarna hij te Arnhem ging wonen. Als tekenaar maakte hij grote naam door het uitgeven van een aantal bundels, humoristische schetsen en de illustraties van Klikspaan, onder het veelbetekenende, maar niet minder verkeerd gelezen pseudoniem O. Veralby (= overal bij). In 1872, ter gelegenheid van het 300-jarig jubileum van de inname van Den Briel, schonk hij de gemeente Brielle een groot aantal historische etsen uit de periode van de Tachtigjarige oorlog.
Hij vermaakte in 1897 zijn hele bezit aan de gemeente Arnhem en legde zo de basis voor de collectie van het Museum voor Moderne Kunst Arnhem.

## Nalatenschap en vernoeming IJsselbrug bij Doesburg
Hij liet na zijn overlijden ook een bedrag van omgerekend 1 miljoen euro na met als doel om een brug over de IJssel te bekostigen. De gemeente Doesburg gebruikte het geld echter voor andere dingen. In 1951 werd een brug over de IJssel gebouwd. Deze brug in de N317 werd in 2016 alsnog genoemd naar Alexander Ver Huell.

## Werk

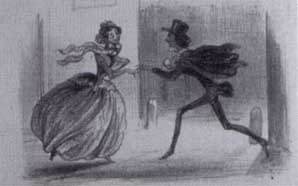
"Zijn er zoo?" (1851)

- Schetsen met de pen, (Amsterdam 1853 en 1861);
- De mensch op en buiten de aarde. Gedachten over ruimte, tijd en eeuwigheid, (anoniem; Amsterdam 1855);
- Volk en kunst (Amsterdam 1862);
- Cornelis Troost en zijne werken (Arnhem 1873);
- Artikelen in almanakken, tijdschriften en dagbladen.